# Ai-Giannis - Eptamylοi
Ai-Giannis - Eptamylοi este o arie protejată (arie specială de conservare — SAC, sit de importanță comunitară — SCI) din Grecia întinsă pe o suprafață de 305,15 ha, integral pe uscat.

## Localizare
Centrul sitului Ai-Giannis - Eptamylοi este situat la coordonatele 41°05′29″N 23°34′50″E / 41.091385°N 23.580432°E.

## Înființare
Situl Ai-Giannis - Eptamylοi a fost declarat sit de importanță comunitară în aprilie 1997 pentru a proteja 5 specii de animale. Situl a fost protejat și ca arie specială de conservare în martie 2011.

## Biodiversitate
Situată în ecoregiunea mediteraneană, aria protejată conține 4 habitate naturale: Lacuri eutrofice naturale cu vegetație de tip Magnopotamion sau Hydrocharition, Galerii de Salix alba și de Populus alba, Păduri de Platanus orientalis și Liquidambar orientalis (Platanion orientalis), Păduri de pin mediteraneene cu pini mezogeni endemici.
La baza desemnării sitului se află mai multe specii protejate:
- mamifere (1): vidră de râu (Lutra lutra)
- pești (4): Barbus strumicae, Cobitis taenia Complex, Eudontomyzon hellenicus, boarță (Rhodeus amarus)

Pe lângă speciile protejate, pe teritoriul sitului au mai fost identificate 2 specii de mamifere, 3 specii de pești.